# Єрків
Єркі́в — село в Україні, у Козелецькій селищній громаді Чернігівського району Чернігівської області.
Населення становить 282 особи. До 2020 орган місцевого самоврядування — Олексіївщинська сільська рада.

## Історія
Хоча офіційна дата заснування — 1750, однак поселення під назвою Зъерковъ хутор (як і багато навколишніх поселень) було згадане в переписній книзі Малоросійського приказу (1666). На хуторі мешкав Сидорко Васильевъ, у якого було 2 воли.
Деревня Верковъ згадується, зокрема, у Генеральному слідстві Київського полку. Згідно з ним, 1729 року в селі було принаймні 17 дворів. Раніше село було військовим, а з 1718 було віднесене київськими полковниками до Козелецької ратуші, про що гетьман Данило Апостол видав підтверджувальний універсал (1729).
12 червня 2020 року, відповідно до розпорядження Кабінету Міністрів України № 730-р «Про визначення адміністративних центрів та затвердження територій територіальних громад Чернігівської області», увійшло до складу Козелецької селищної громади.
19 липня 2020 року, в результаті адміністративно - територіальної реформи та ліквідації Козелецького району, село увійшло до складу Чернігівського району Чернігівської області.

## Населення
1901 - 778 мешканців.

### Мова
Розподіл населення за рідною мовою за даними перепису 2001 року:
| Мова       | Кількість | Відсоток |
| ---------- | --------- | -------- |
| українська | 359       | 98.9%    |
| російська  | 4         | 1.1%     |
| Усього     | 1119      | 100%     |

## Відомі люди
В селі 1924 р. народилася Ганна Мойсеївна Сіра — заслужений будівельник України, Герой Соціалістичної Праці, Почесний громадянин Києва.

## Галерея

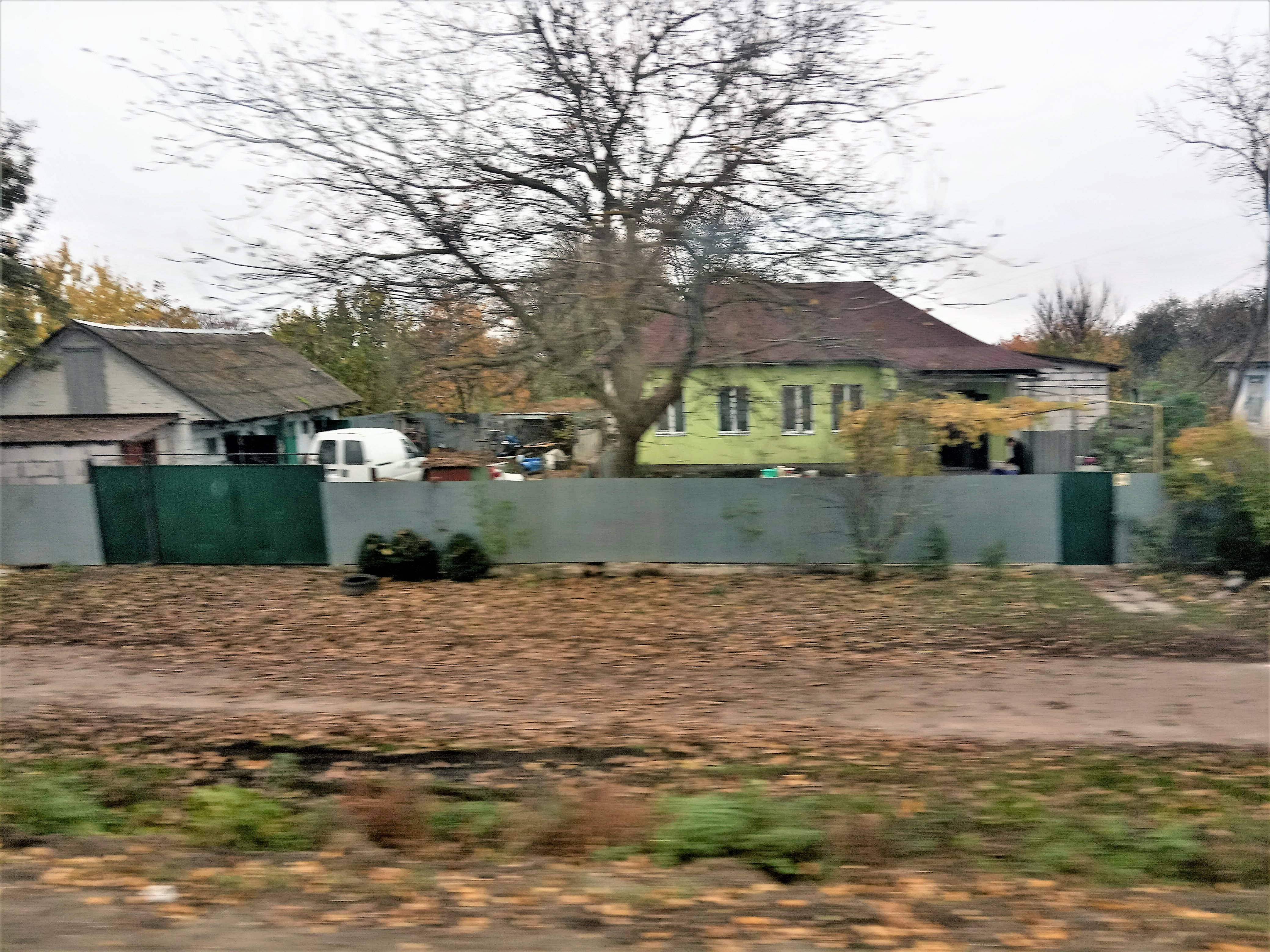
Хата в селі, 9 листопада 2020
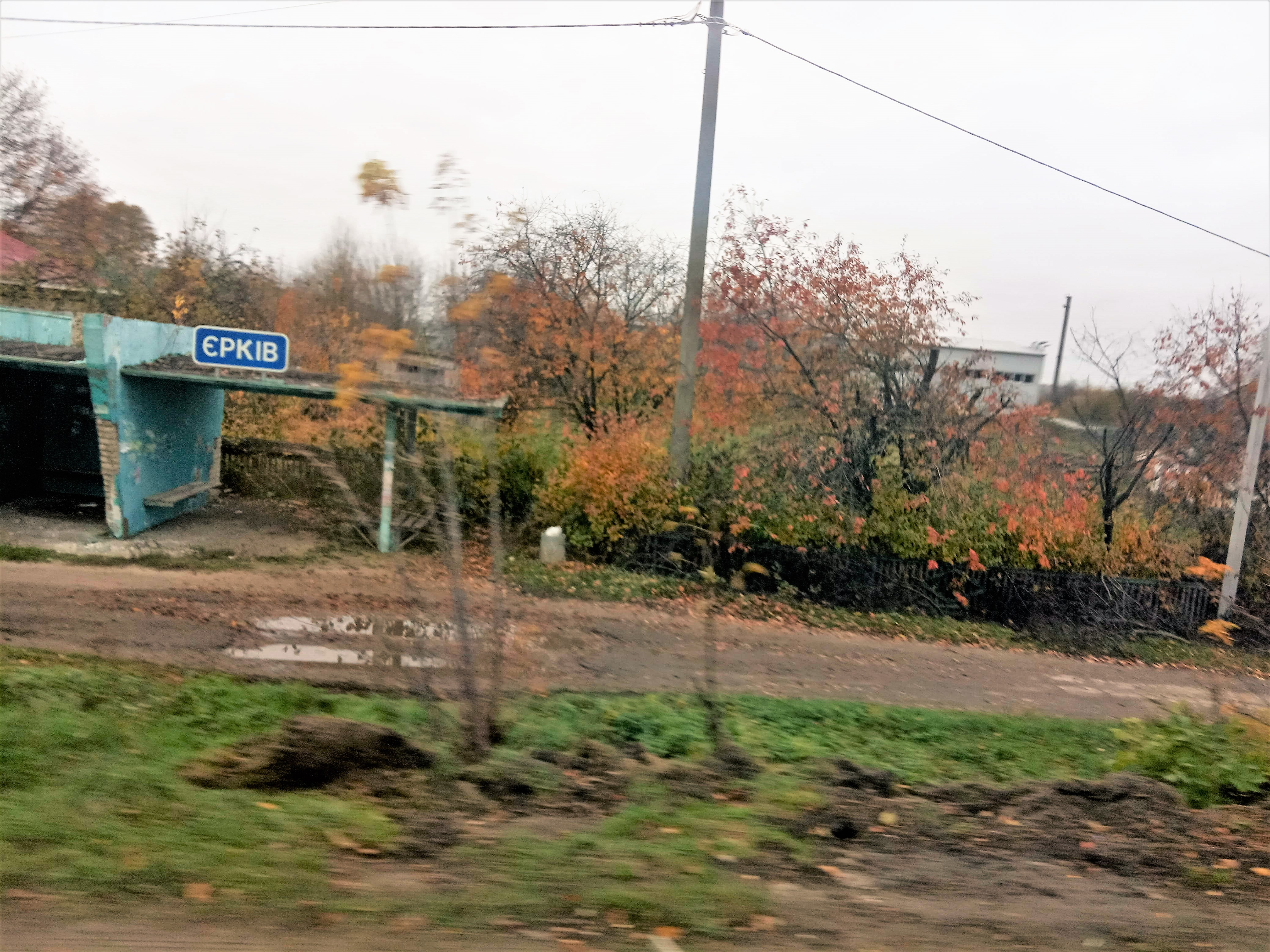
Автобусна зупинка
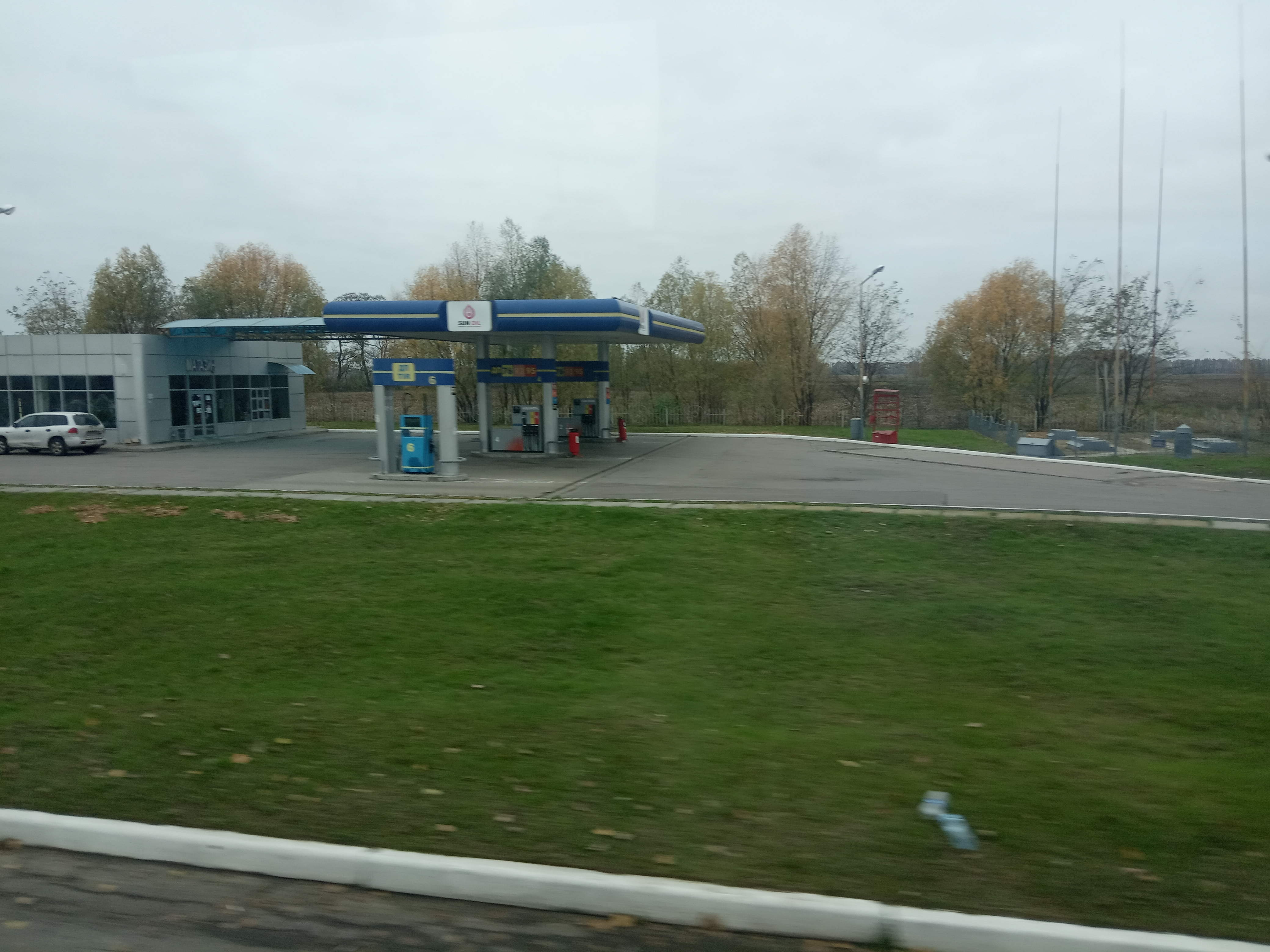
АЗС
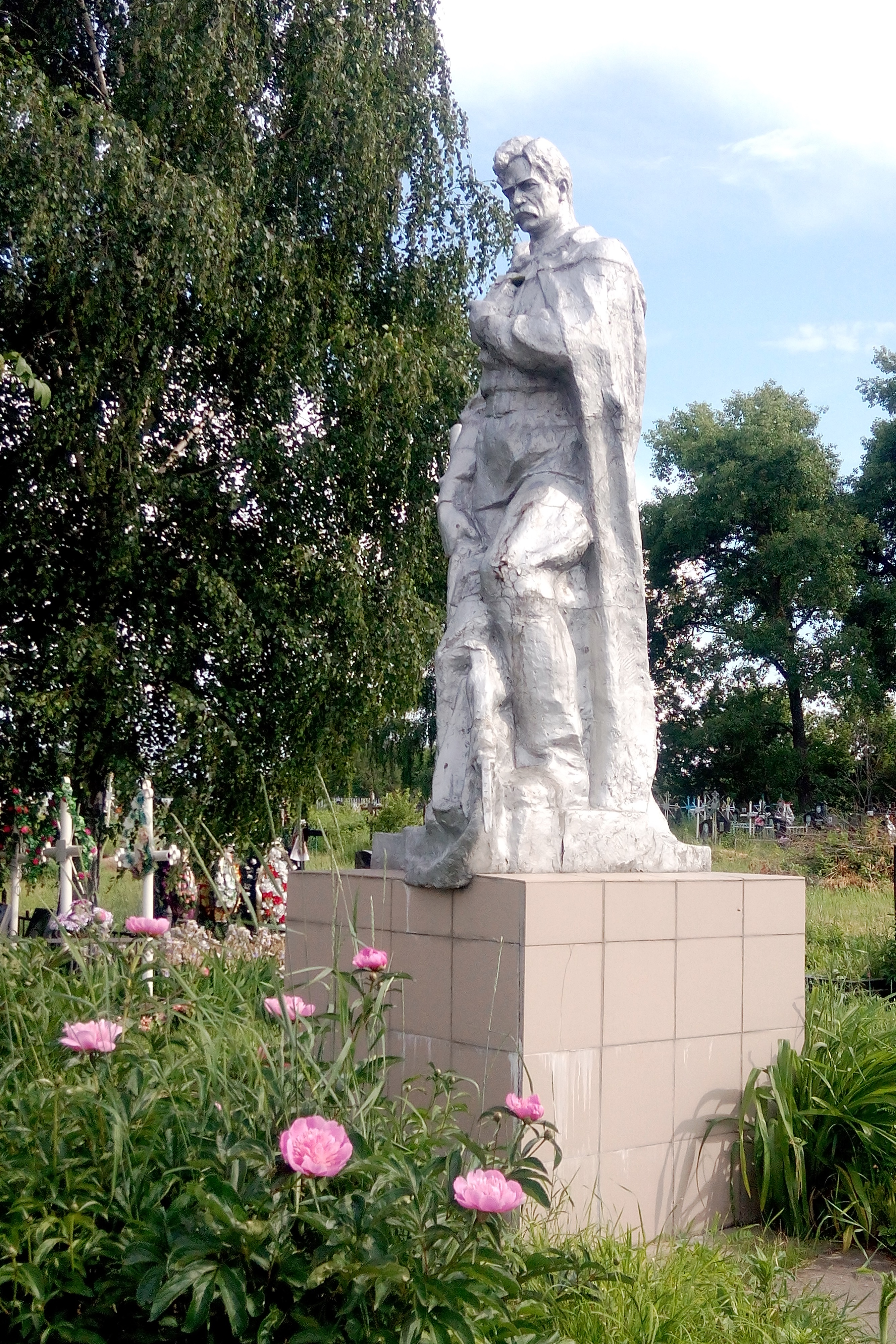
Пам'ятник невідомому солдату